# Delafield (condado de Waukesha, Wisconsin)
Delafield es un pueblo ubicado en el condado de Waukesha en el estado estadounidense de Wisconsin. En el Censo de 2010 tenía una población de 8.400 habitantes y una densidad poblacional de 157,05 personas por km².

## Geografía
Delafield se encuentra ubicado en las coordenadas 43°2′57″N 88°20′50″O / 43.04917, -88.34722. Según la Oficina del Censo de los Estados Unidos, Delafield tiene una superficie total de 53.49 km², de la cual 47.51 km² corresponden a tierra firme y (11.17%) 5.98 km² es agua.

## Demografía
Según el censo de 2010, había 8.400 personas residiendo en Delafield. La densidad de población era de 157,05 hab./km². De los 8.400 habitantes, Delafield estaba compuesto por el 94.07% blancos, el 2.87% eran afroamericanos, el 0.31% eran amerindios, el 1.58% eran asiáticos, el 0% eran isleños del Pacífico, el 0.2% eran de otras razas y el 0.96% pertenecían a dos o más razas. Del total de la población el 2.38% eran hispanos o latinos de cualquier raza.